# 沢宗久
沢 宗久（さわ むねひさ）は、安土桃山時代から江戸時代初期の武将。

## 生涯
祖父の余語景宗、父宗重は織田信長に仕える。伊勢大河内城の戦いで戦死した沢佐右衛門の家督を継承する。
当初は豊臣秀次に仕えたが、秀次没後の慶長元年（1596年）からは徳川秀忠に仕える。慶長5年（1600年）会津征伐から関ヶ原の遅参、大坂入城まで秀忠に従う。また慶長19年（1614年）からの大坂の陣のいずれにも従い、戦後に褒賞として黄金を賜ったが、酒井忠世ら幕府重臣らからは「感状に等しい」と称された。
翌元和2年（1616年）に武蔵国足立郡に160余石を賜り、鳥見に任じられる。寛永3年（1626年）秀忠・家光父子の上洛に随行。寛永19年（1642年）武蔵国幡羅郡に加増されて270石となった。同年に死去。